# Catherine Bearder
Catherine Bearder, née le 19 janvier 1949 à Broxbourne, est une députée européenne britannique. Elle est membre des Libéraux-démocrates et députée européenne depuis 2009.

## Biographie
Elle est élue députée européenne lors des élections de 2009 dans la circonscription de l'Angleterre du Sud-Est.
Au cours de la 7e législature, elle siège au sein de l'Alliance des démocrates et des libéraux pour l'Europe. Elle est membre de la commission du développement régional.
Le 2 juillet 2014, elle est élue questeur et devient membre du Bureau du Parlement européen. Elle est réélue le 23 mai 2019. Elle cesse de siéger à partir du 31 janvier 2020, date à laquelle son pays quitte l'Union européenne.